# Edward Flatau
Edward Flatau (Płock, 27 de diciembre de 1868 - Varsovia, 7 de junio de 1932) - neurólogo y psiquiatra de Polonia fue cofundador de la moderna neurología de Polonia, una autoridad en la fisiología y la patología de la meningitis. Cofundador de las revistas médicas Neurologia Polska y Warszawskie Czasopismo Lekarskie miembro de la Academia Polaca de Aprendizaje. Su nombre en la medicina está vinculada a síndrome de Redlich-Flatau, torsión distonía de Flatau-Sterling (tipo 1), enfermedad Flatau-Schidler y la ley de Flatau. Publicó un atlas del cerebro humano (1894), escribió un libro fundamental sobre la migraña (1912), estableció el principio de la localización de las fibras largas en la médula espinal (1893), y con Sterling publicó un documento de principios (1911) en espasmo de torsión progresiva en los niños y sugirieron que la enfermedad tenía un componente genético.

## Vida
Nació en 1868 en Plock, el hijo de Anna y Ludwik Flatau. En 1886 se graduó de la escuela secundaria (gimnasio) en Plock (ahora Mariscal Stanislaw Malachowski High School, Plock, otro nombre "Małachowianka"). Desde 1886 Flatau asistió a la escuela de medicina de la Universidad de Moscú, donde se graduó eximia cum laude. En Moscú fue influenciado en gran medida por el psiquiatra Sergei Korsakoff Sergeievich (1854-1900) y el neurólogo Alexis Jakovlevich Kozhevnikof (1836-1902). Flatau hizo médico en 1892. Pasó los años 1893-1899 en el Berlín en los laboratorios de Emanuel Mendel (1839-1907) y en la Universidad de Berlín en Wilhelm von Waldeyer-Hartz (1836-1921). En ese tiempo trabajó junto con Alfred Goldscheider (1858-1935), Ernst Viktor von Leyden (1832-1910), Hermann Oppenheim, Louis Jacobsohn, Ernst Remak y Hugo Liepmann

A pesar de que se le ofreció un puesto de profesor de neurología en la Buenos Aires volvió a Polonia, y en 1899 se instaló en Varsovia.
Se casó dos veces. Tenía dos hijas, Anna y Joanna Flatau. Su primera esposa Zofia y su hija Anna se describen en el libro de Antoni Marianowicz.

Algunas historias sobre su vida personal se imprimen en reminiscencias de Wacław Solski

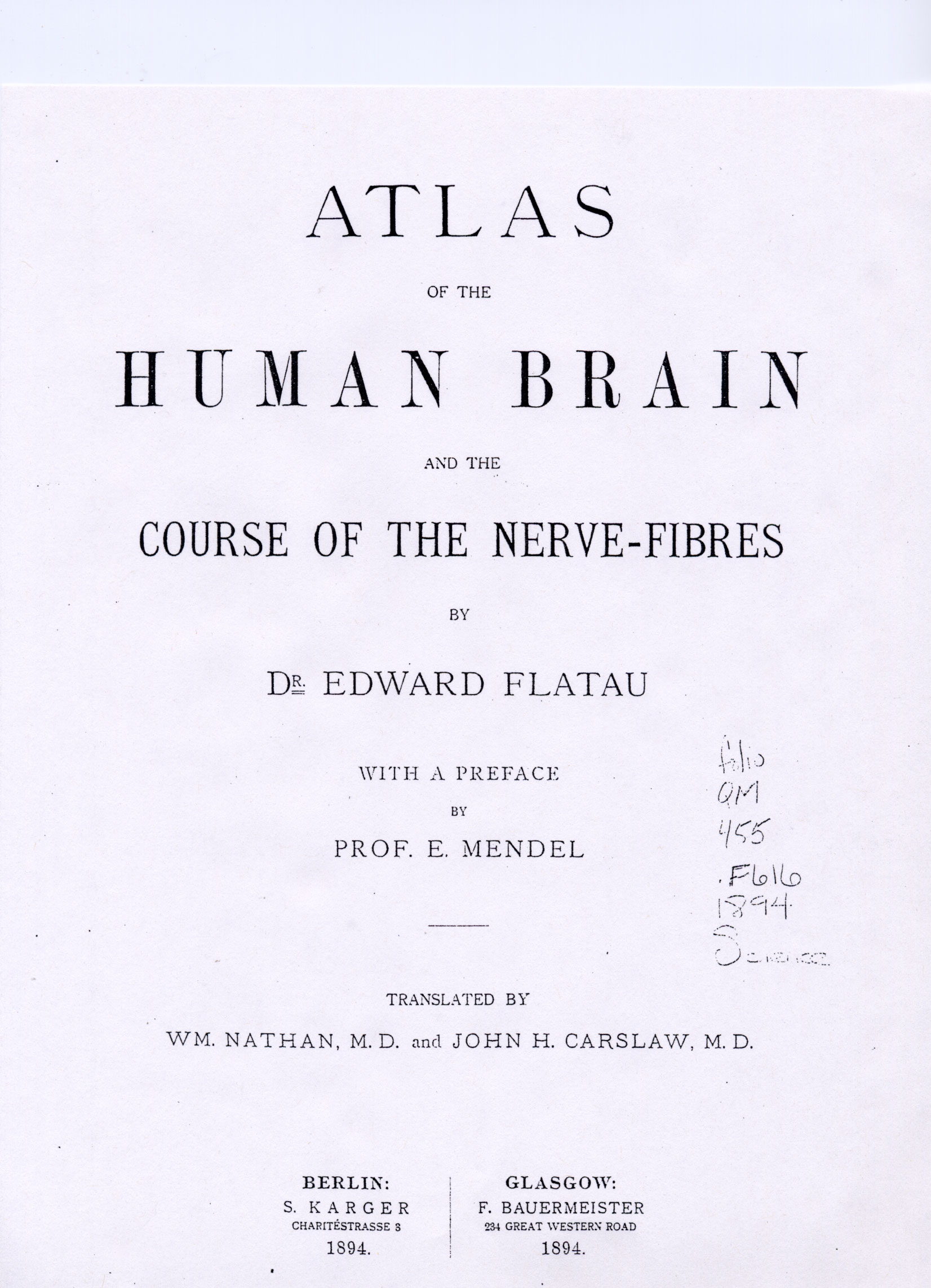
Primera página de Atlas del cerebro humano y el curso de las fibras nerviosas (1894)

y Ludwik Krzywicki.

## Contribuciones científicas
Flatau tratado con el diagnóstico y tratamiento de enfermedades de la cerebral; tratamiento de enfermedades musculares, neurología infantil, la cirugía del nervio periférico, la anatomía del sistema nervioso, la histopatología del tejido nervioso, la oncología experimental, la neurofisiología, fisiopatología del sistema nervioso.
Carrera científica Edward Flatau se describe en el número de obras. La más completa son biografías escritas en polaco por su alumno y profesor de neurología en la Polonia Eugeniusz Herman.

Otras publicaciones polacas incluyen

Además de estas contribuciones son varios escritos en inglés y alemán

Una buena fuente de información es el Jubileo libro de Edward Flatau (escrito en alemán, francés y polaco), publicada durante su vida, que contiene contribuciones de sus colaboradores científicos, así como una bibliografía y biografía escrita por su discípulo Maurycy Bornsztajn.
En 1937 Warszawskie Czasopismo Lekarskie publicada edición especial dedicada a Flatau contribuyó sobre todo por sus alumnos.

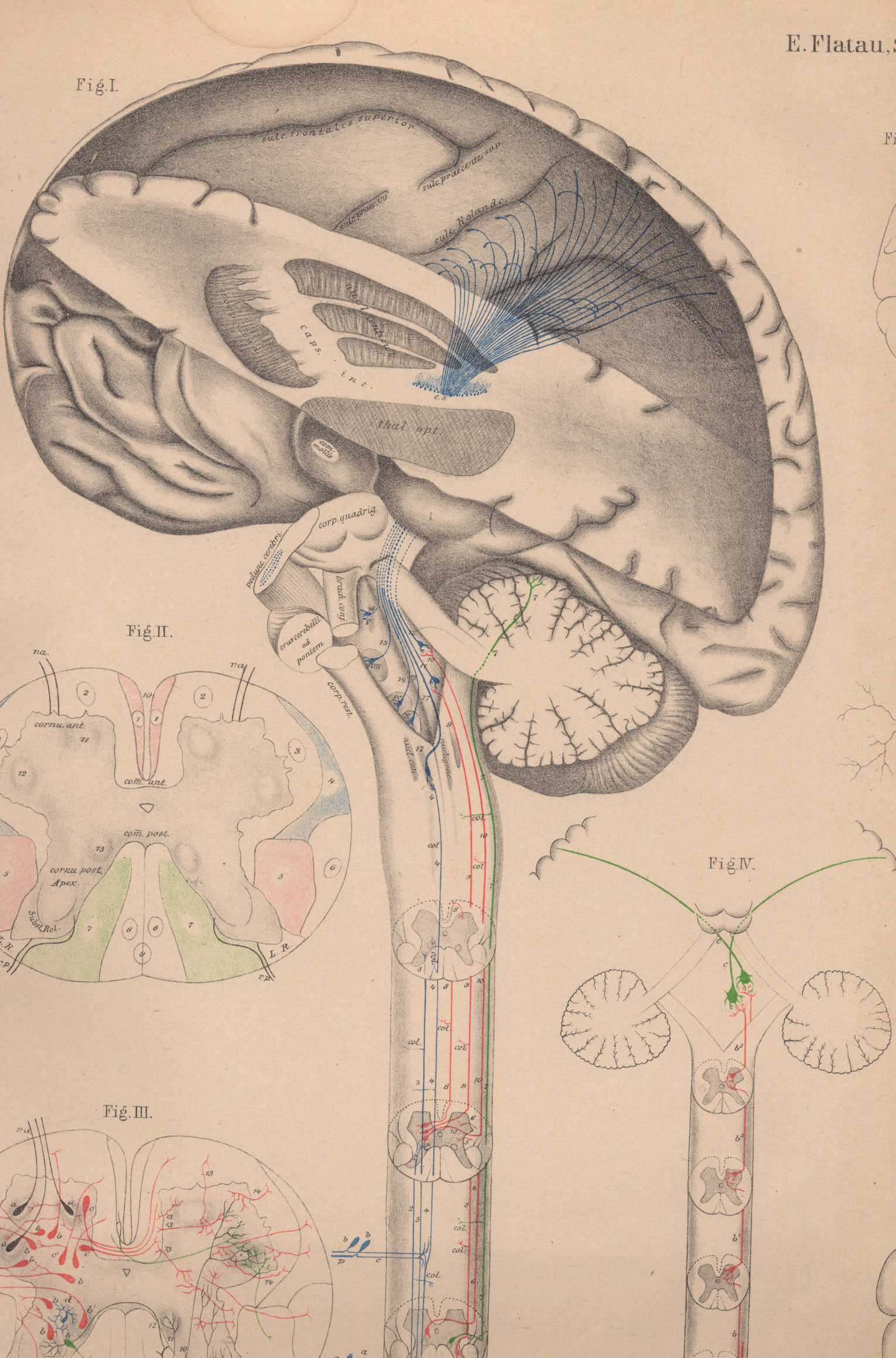
Una foto publicada en la edición en Inglés de los atlas del cerebro.

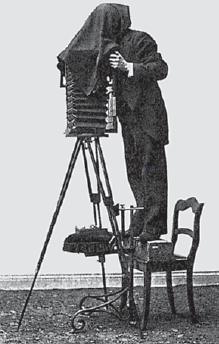
Edward Flatau está preparando imágenes para su atlas del cerebro.

### Atlas del cerebro y la médula espinal
En 1894 a la edad de 26 años se publicó influyente Atlas del Cerebro Humano y el trayecto del nervio-fibras, que fue publicado en alemán, inglés, francés, ruso, y en 1896 en polaco. Edición polaca fue dedicado A la memoria de un hombre noble y un médico eminente Profesor Tytus Chałubiński El atlas se basan en fotografías de larga exposición de las secciones del cerebro frescos (hasta 10 minutos para plana y 30 minutos para superficies irregulares, por medio de pequeños diafragmas). Estos estudios se llevaron a cabo en Berlín con el profesor Emanuel Mendel. En una revisión, Sigmund Freud escribió: Las placas con su claridad merecen ser llamados material educativo excelente, adecuado como una referencia absolutamente fiable. Una placa esquemática en el principio da una visión general de nuestros conocimientos sobre las vías de la fibra en la sistema nervioso central, la incorporación de las cuentas de Mendel, Béjterev y Edinger y continuando con los diferentes puntos de vista sobre la estructura de los tejidos nerviosos de Camillio Golgi y Santiago Ramón y Cajal. El precio de la obra es mínimo si se tiene en cuenta su integridad y belleza. El autor y el editor se merecen el agradecimiento de la comunidad médica de este valioso trabajo.

En 1899 se publicó la segunda edición, que se extiende y se compone de dos partes: un atlas y suplementos. Prólogo a la segunda edición y suplemento fue escrito por Edward Flatau ya en Varsovia. En la segunda edición Flatau añadió descripción de su descubrimiento - Das Gesetz der excentrischen Lagerung der langen Bahnen im Ruckenmark. Atlas del cerebro de Flatau fue publicado dos años antes de obra
Das Menschenhirn de Gustaf Retzius, pero la primera publicación alguna de las imágenes del cerebro fue obra de Jules Bernard Luys en 1873. Sigmund Freud y Edward Flatau estaban juntos editores de la revista Anual informar sobre los avances en la neurología y la psiquiatría en 1897. Ambos estaban los neurólogos en ese momento.

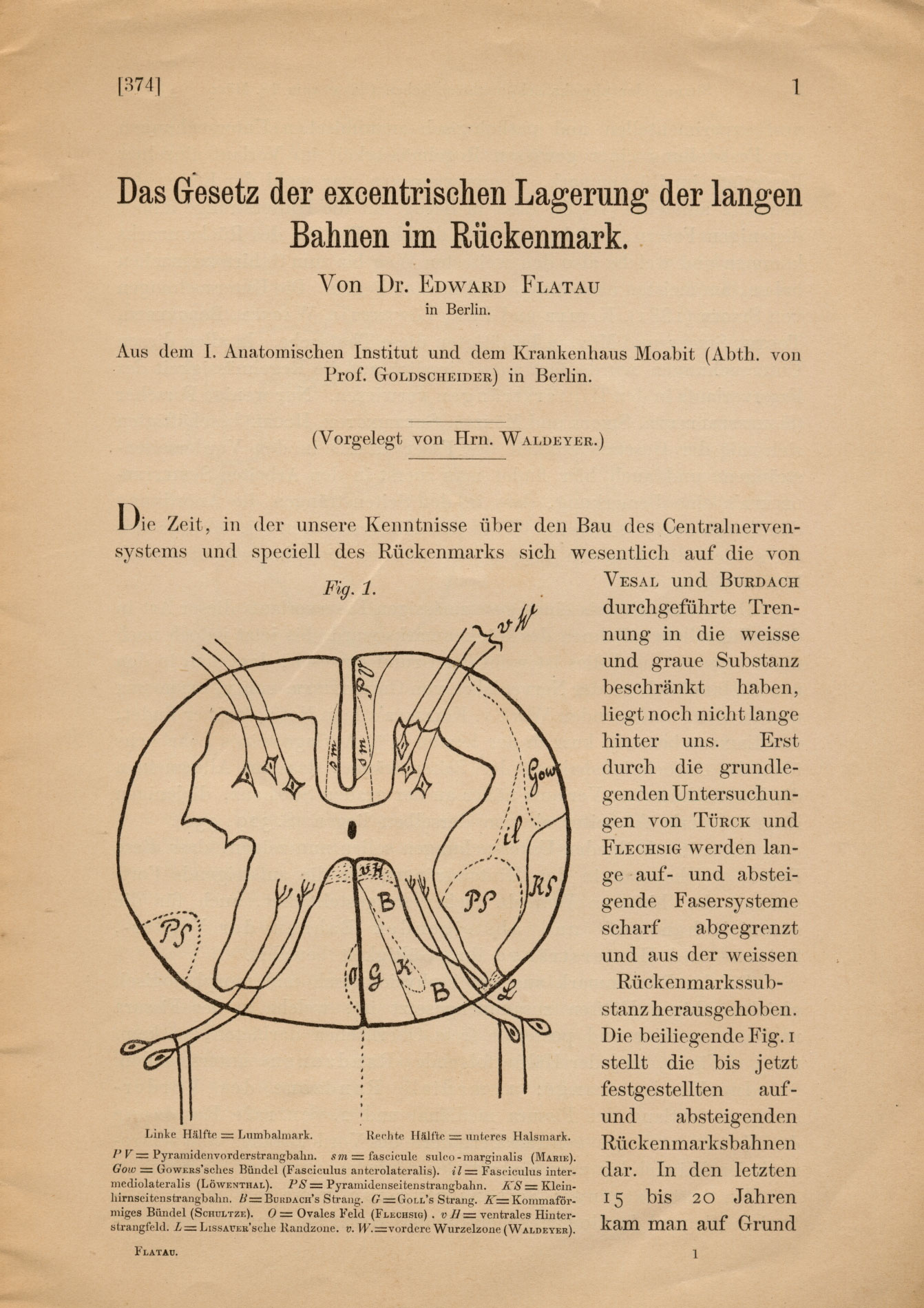
Primera página de Das Gesetz der excentrischen Lagerung der langen Bahnen im Ruckenmark (1897)

### Ley de Flatau
Fue un importante científico que trabajó en la médula espinal en el comienzo de 1900. Con el neurobiólogo de Berlín Johannes Gad, Flatau realizó experimentos en perros y criticó la Ley de Bastian-Bruns relativo a la pérdida de la función después de una lesión de la médula espinal (1893). Sobre la base de numerosas cirugías de la médula espinal, los experimentos y observaciones, descubrió que las fibras de mayor longitud en la médula espinal están situados más cerca de la periferia (Ley de Flatau). Él demostró evidencia de la disposición laminar de las vías espinales.

También describió los quinto, séptimo y octavo nervios craneales, y discutió sus núcleos. El artículo científico sobre este tema Das Gesetz der excentrischen Lagerung der langen Bahnen im Rückenmark fue publicado en 1897. Por este trabajo recibió un doctorado en ciencias médicas en Moscú en 1899 (tesis "Zakon ekscentriczeskago raspolozenia dlinnych putiej w spinnom mozgu").

Este trabajo fue presentado en el año 1949, junto a una foto del autor, en la exhibición en el IV Congreso Internacional de Neurólogos en París.

### Migraña y dolores de cabeza
En 1912 publicó en alemán y polaco una de las primeras monografías modernas en la migraña .

Fue el primer libro de texto polaca dedicada a la migraña. En una revisión de los antecedentes históricos de los aspectos generales de los dolores de cabeza, Isler y Rose dice: Su monografía única de 1912 "Die Migrane", contiene un excelente estudio de la mayoría de los autores anteriores, observaciones clínicas precisas, una evaluación crítica de la fisiopatología y las opiniones acríticas sobre el tratamiento, incluyendo las curas de arsénico.

En su monografía Flatau presenta la descripción clínica completa de la migraña y la enfermedad se presenta como una disposición innata a los procesos metabólicos patológicos en el sistema nervioso y describió sus distinguidos personajes: oculares, epilépticos, mentales y faciales. El libro se basa en la observación de sí mismo y cerca de 500 casos de su propia práctica

En la introducción de la monografía Flatau escribe: La migraña, como tal, no es una enfermedad independiente o autónomo; es sólo un grupo de síntomas en la gran cadena de neurometabolismo cambiada, cuyo aspecto fundamental son los cambios químicos y las glándulas endocrinas. Ataque de migraña es la expresión de los trastornos cerebrales; sin embargo, un mecanismo exacto que puede ser responsable es actualmente sólo una cuestión de conjeturas y suposiciones. Hoy [1912] no podemos describir los mecanismos que son responible y expresarlos en aspectos anatómicos y fisiológicos bien definidos. Las fuerzas que gobiernan estos mecanismos no se conocen a nosotros. Sólo podemos adivinar y hacer suposiciones acerca de estos mecanismos. Sin embargo, se observa un gran progreso que caracteriza el desarrollo de la neurología en la segunda mitad del siglo XIX, en la investigación sobre las migrañas. Como resultado, podemos definir algunas de las ideas por razones anatómicas y fisiológicas más confiables.

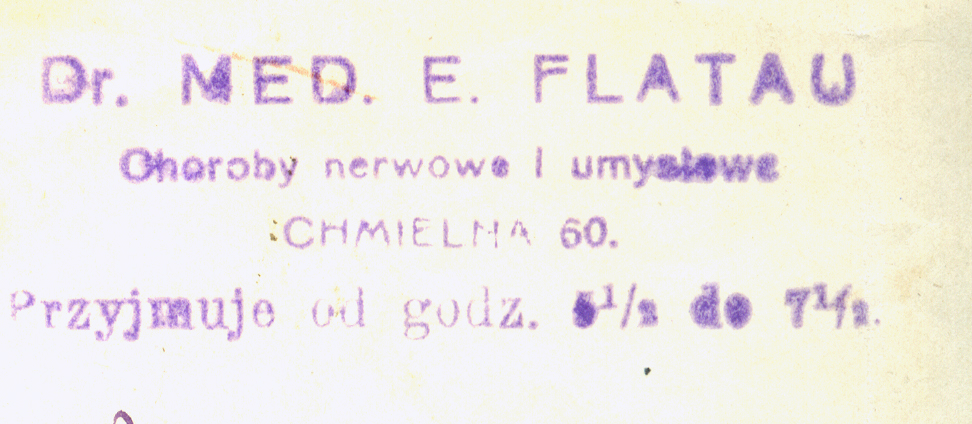
Dr. med. E. Flatau. Enfermedades nerviosas y mentales. Chmielna 60 Varsovia. Horas 17 y 1/2 hasta las 19 y 1/2. Prescripción médica emitida el 27 de agosto de 1920.

### Psiquiatría
Además de la neurología Flatau era un psiquiatra.

Irena Solska, famosa actriz polaca, describe en sus memorias que antes de actuar María, una mujer loca en
Comedia no-divina de Zygmunt Krasinski en 1920 visitó la clínica psiquiátrica de Edward Flatau

Otro de sus pacientes era bien conocido poeta polaco Jan Lechoń.

En la historia de Isaac Bashevis Singer "El Poder de las tinieblas"

se solicita Flatau para curar a los demonios. Extracto de la historia de Singer dice: El rumor se extendió rápidamente en Krochmalna y las calles de los alrededores que un dibbuk había asentado en el oído de Tzeitel, y que cantó Torá ... Un especialista de los nervios se interesó en el caso - Dr. Flatau, que era famoso no sólo en Polonia, sino en toda Europa y tal vez en América. Y un artículo sobre el caso apareció en un periódico. El autor basa su título de León Tolstói jugar "El poder de las tinieblas".

## Actividades sociales

### Comienzo de la neurología en Polonia
En 1899 Flatau había establecido un nombre para sí mismo en Alemania y en el extranjero y regresó a Polonia durante ese año. Flatau se asoció con los intentos de re-establecer la ciencia polaca durante y después de la ocupación de Rusia. Después de su regreso fundó un laboratorio de microscopía privada en sus apartamentos en Varsovia y trabajó en hospitales de Varsovia como consultor. En 1911 se estableció un laboratorio neurológico en la Sociedad Psicológica de Varsovia y se convirtió en el primer director del Departamento de Neurobiología de la Sociedad Científica de Varsovia en 1913 (Warszawskie Towarzystwo Naukowe)
y desde 1911 hasta 1923 jefe del departamento de Neurobiología de la Nencki Instituto de Biología Experimental.

Durante muchos años compartió sus responsabilidades como experimentador y el neurólogo entre el laboratorio y el hospital. Él era influyente en el establecimiento de los periódicos médicos polacos "Neurologia Polska" y "Warszawskie Czasopismo Lekarskie".
Participó en la popularización de la medicina en Polonia. Publicó en revistas de medicina populares como "Zdrowie", "Gazeta Lekarska", "Nowiny Lekarskie". La ley del Flatau, publicado originalmente en alemán, fue publicado en polaco en la revista "Nowiny Lekarskie", junto con la introducción básica.

Sus atlas del cerebro y un libro sobre la migraña fueron traducidas al polaco también.
Se interesó en la historia de la medicina polaca. En 1899, escribió: Muy importante para la historia de la medicina polaca es que Robert Remak, uno de los más grandes histólogos y neuropatólogos nació en Poznań en 1815 y publicó su obra fundamental en el idioma polaco. Esta información histórica me fue comunicada por su hijo - el profesor Ernst Remak en Berlín. Él me dio una copia de esta obra épica en el idioma polaco.